# Sami (Řecko)
Sami (gr. Δήμος Σάμης) je řecká obec, obecní jednotka, komunita a sídlo (město) v regionální jednotce Kefalonia v kraji Jónské ostrovy. Ve městě (a také v komunitě) v roce 2011 žilo 1025 obyvatel, v obecní jednotce pak 2341 a v obci pak 5204.

## Členění obce

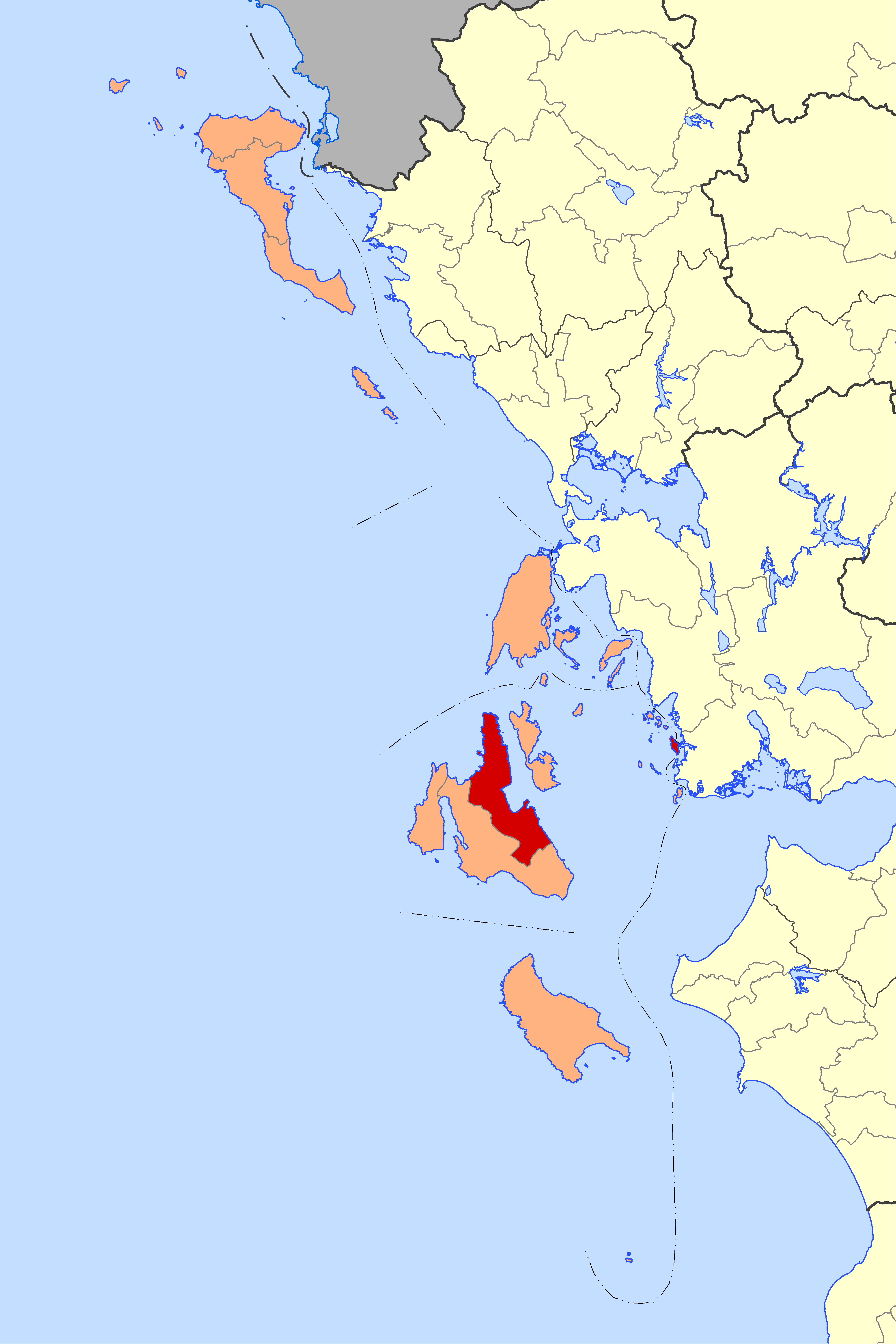
obec Sami

Obec Sami od roku 2019 zahrnuje 3 obecní jednotky. V závorkách je uveden počet obyvatel obecních jednotek a komunit.
- Obecní jednotka Sami (2341) – komunity: Sami (1025), Grizata (389), Karavomylos (385), Poulata (142), Pyrgi (316), Chaliotata (84).
- Obecní jednotka Erisos (1472) – komunity: Vasilikiades (130), Erisos (191), Asos (88), Vary (36), Karya (28), Kothreas (80), Komitata (73), Mesovounia (74), Neochori (38), Patrikata (33), Plagia (70), Touliata (336), Fiskardo (295).
- Obecní jednotka Pylaros (1391) – komunity: Agia Effimia (600), Divarata (359), Makriotika (432).

Součástí komunity Agia Effimia v obecní jednotce Pylaros je 13 neobydlených ostrovů patřících k souostroví Echinades (Ápasa, Kalógiros, Lamprinós, Módio, Petalás, Pístros, Práso, Sofía, Sorós, Tsakalonísio, Fílippos)
Komunita Sami zahrnuje pouze sídlo Sami.